# Ivan Mariz
Ivan Mariz, conosciuto solo come Ivan (Belém, 16 gennaio 1910 – Rio de Janeiro, 13 maggio 1982), è stato un calciatore brasiliano.

## Carriera
In carriera ha giocato solo per il Fluminense. Con la Nazionale brasiliana disputò il Mondiale 1930 come riserva.

## Palmarès

### Club
- Campionato Carioca: 1

Fluminense: 1936

### Nazionale
- Copa Roca: 2

1931, 1932